# Rubia deserticola
Rubia deserticola är en måreväxtart som beskrevs av Antonina Ivanovna Pojarkova. Rubia deserticola ingår i släktet krappar, och familjen måreväxter. Inga underarter finns listade i Catalogue of Life.